# Skyspace
Skyspace est une série d'œuvres architecturales de l'artiste américain James Turrell.

## Caractéristiques

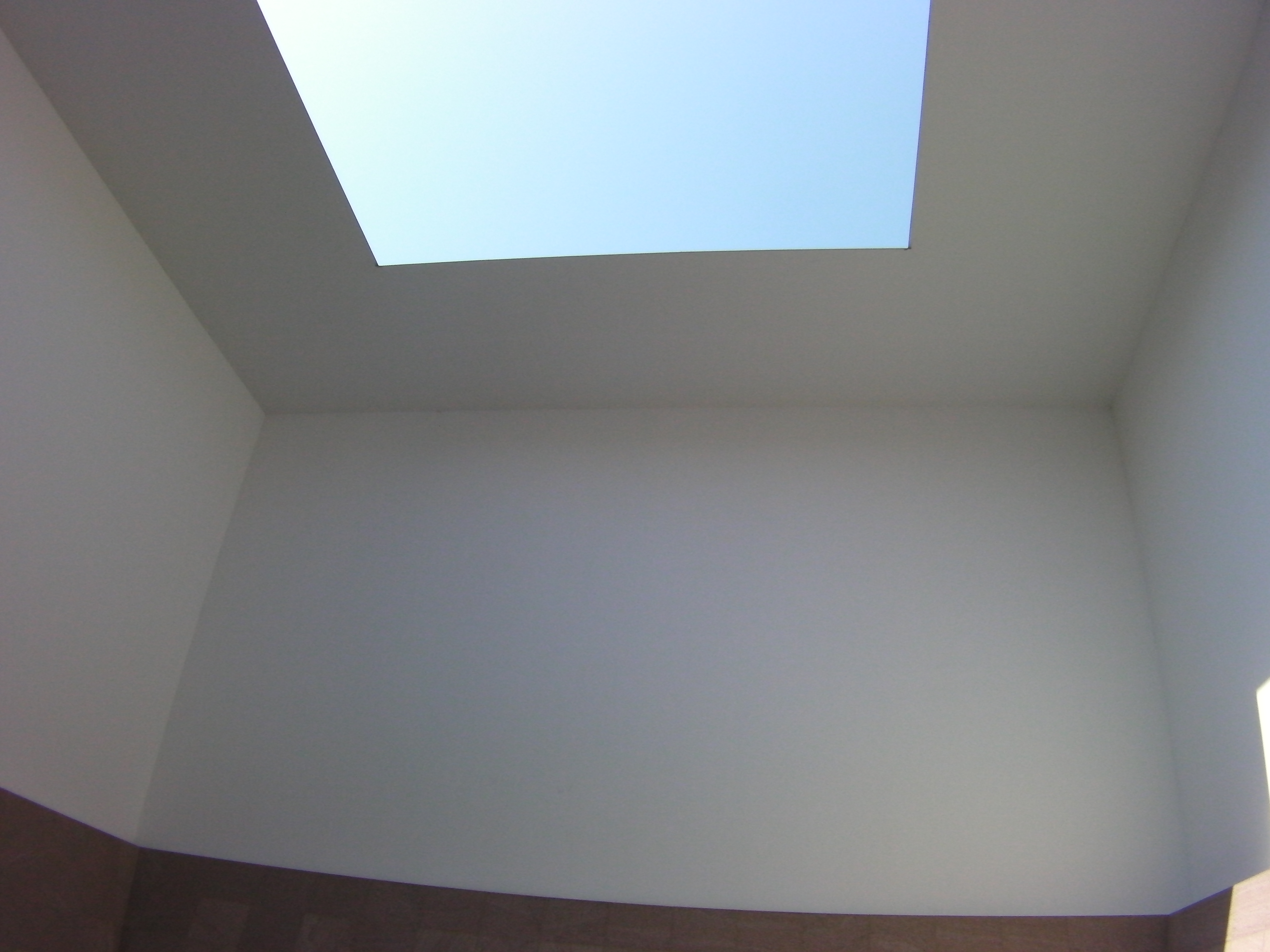
Intérieur de Blue Planet Sky (1992, musée d'art contemporain de Kanazawa), un exemple de Skyspace.

Un Skyspace est une œuvre typiquement composée d'une pièce, peinte d'une couleur neutre, possédant une ouverture dans son plafond. La pièce, dont le périmètre possède des bancs, permet d'observer le ciel comme s'il était encadré. Des lumières entourent l'ouverture et peuvent changer de couleur afin d'altérer la perception du spectateur,,,.
Les Skyspaces peuvent être des structures autonomes ou intégrées à l'architecture existante. L'ouverture peut être ronde, ovale ou carrée.

Dans le monde entier, on dénombre environ 80 Skyspaces de James Turrell.

## Historique

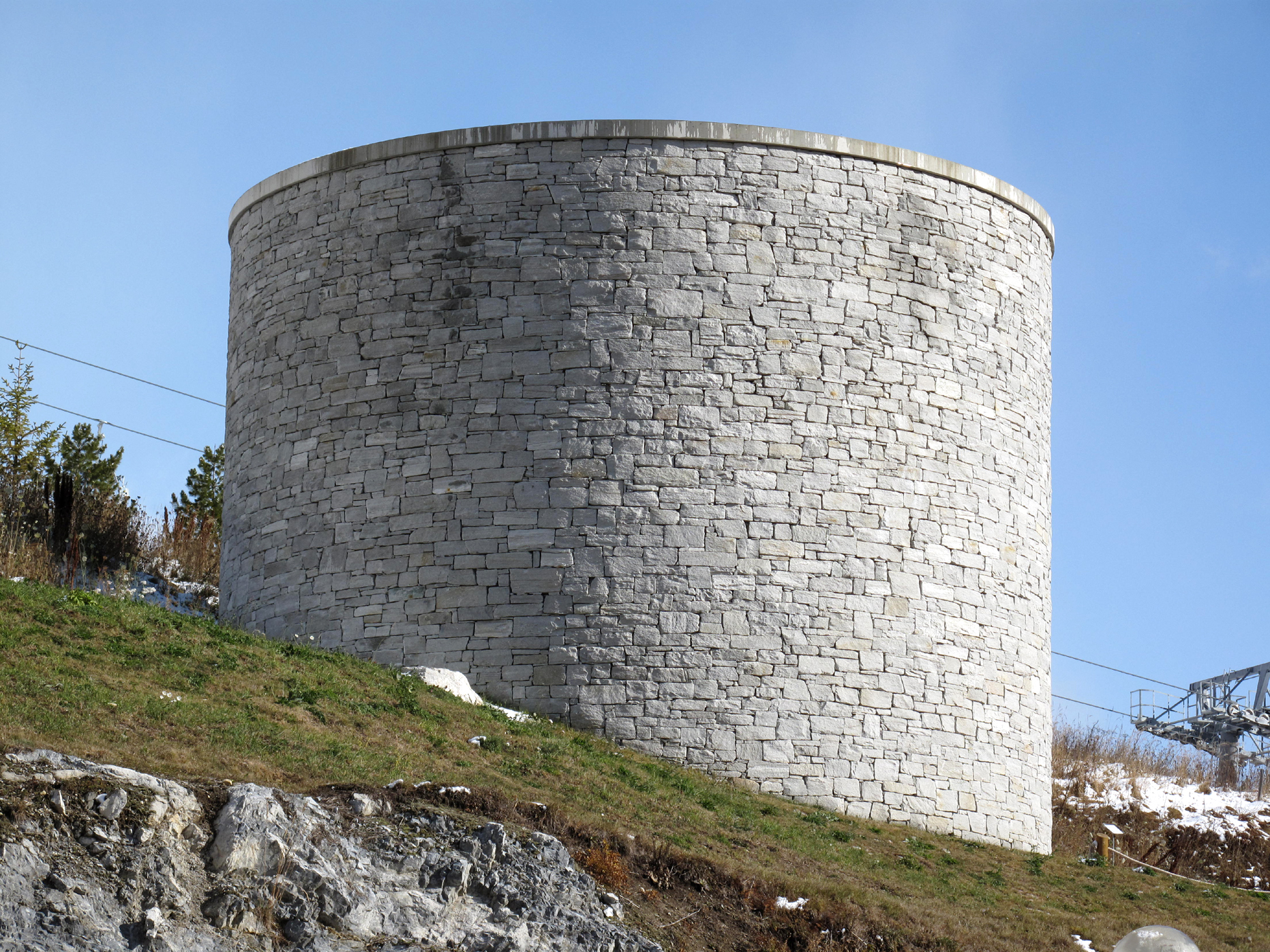
Vue extérieure de Skyspace, Piz Uter (2005, Zuoz).

Dans les années 1970, James Turrell commence une série de skyspaces, espace clos ouvrant sur le ciel.

## Localisation
| Titre                               | Date       | Localisation                                                                  | Ville                | Pays        | Détails | Propriétaire                                  |
| ----------------------------------- | ---------- | ----------------------------------------------------------------------------- | -------------------- | ----------- | --- | --------------------------------------------- |
| Meeting                             | 1986       | MoMA PS1                                                                      | New York             | États-Unis  | | MoMA PS1                                      |
| Second Meeting (skyspace)           | 1989       | Einstein Residence                                                            | Brentwood            | États-Unis  | 6 m de haut | Cliff et Mandy Einstein                       |
| Milk Run                            | 1996       | Hirshhorn Museum and Sculpture Garden                                         | Washington           | États-Unis  | Projection lumineuse de tubes fluorescents et de gel coloré | Hirshhorn Museum and Sculpture Garden         |
| Space That Sees                     | 1992       | Musée d'Israël                                                                | Jérusalem            | Israël      | Béton gris et blanc, calcaire, lumière fluorescente à gradateur, 7 × 10 × 10 m                                                                                  | Musée d'Israël                                |
| Blue Pesher                         | 1997-1999  | Carell Woodland Sculpture trail, Cheekwood Botanical Garden and Museum of Art | Nashville            | États-Unis  | | Cheekwood Botanical Garden and Museum of Art  |
| Dark Side of the Moon               | 1999       | Minamidera, Art House Project Naoshima                                        | Naoshima             | Japon       | | Art House Project Naoshima                    |
| Kielder Skyspace                    | 2000       | Kielder Water                                                                 | Northumberland       | Royaume-Uni | | Kielder Water                                 |
| Live Oak Friends Meeting (skyspace) | 2001       |                                                                               | Houston              | États-Unis  | Architecte : Leslie Elkins | Houston                                       |
| Knight Rise                         | 2001       | Scottsdale Museum of Contemporary Art                                         | Scottsdale           | États-Unis  | | Scottsdale Museum of Contemporary Art         |
| Unseen Blue                         | 2002       | James Turrell Museum, Bodega Colomé                                           | Salta                | Argentine   | | James Turrell Museum                          |
| Upper School Lighting               | 2003       | Greenwich Academy                                                             | Greenwich            | États-Unis  | | Greenwich Academy                             |
| Light Reign                         | 2003       | Henry Art Gallery                                                             | Seattle              | États-Unis  | | Henry Art Gallery                             |
| Above Horizon                       | 2004       | Sheats Goldstein Residence                                                    | Beverly Hills        | États-Unis  | | James Goldstein                               |
| Blue Planet Sky                     | 2004       | 21st Century Museum of Contemporary Art                                       | Kanazawa             | Japon       | | 21st Century Museum of Contemporary Art       |
| Open Sky                            | 2004       | Musée d'art de Chichū                                                         | Naoshima             | Japon       | | Musée d'art de Chichū                         |
| Three Gems                          | 2005       | de Young Museum                                                               | San Francisco        | États-Unis  | | de Young Museum                               |
| UIC SkySpace                        | 2005       | Gateway Plaza, Université de l'Illinois                                       | Chicago              | États-Unis  | | Université de l'Illinois                      |
| Skyspace Piz Uter                   | 2005       | Häusler Contemporary                                                          | Zuoz                 | Suisse      | | Häusler Contemporary                          |
| Third Breath                        | 2005, 2009 | Zentrum für Internationale Lichtkunst                                         | Unna                 | Allemagne   | | Zentrum für Internationale Lichtkunst         |
| Second Wind                         | 2005, 2009 | Fundación NMAC                                                                | Vejer de la Frontera | Espagne     | | Fundación NMAC                                |
| Sky Pesher                          | 2005       | Walker Art Center                                                             | Minneapolis          | États-Unis  | | Walker Art Center                             |
| Sky Space                           | 2005       | Museum der Moderne Salzburg                                                   | Salzbourg            | Autriche    | 9,20 × 7,20 × 8,36 m | Museum der Moderne Salzburg                   |
| Tending (Blue)                      | 2005       | Nasher Sculpture Center                                                       | Dallas               | États-Unis  | | Nasher Sculpture Center                       |
| Stone Sky (skyspace)                | 2005       | Stonescape vineyard                                                           | Calistoga            | États-Unis  | Architecte : Jim Jennings | Norman et Norah Stone                         |
| Deer Shelter                        | 2006       | Yorkshire Sculpture Park                                                      |                      | Royaume-Uni | | Yorkshire Sculpture Park                      |
| Price Skyspace                      | 2004-2006  | Santa Monica Canyon                                                           | Los Angeles          | États-Unis  | | Dallas Price-Van Breda                        |
| Roden Crater                        | 2006       | Cratère Roden                                                                 | Flagstaff            | États-Unis  | | James Turrell                                 |
| Dividing the Light (skyspace)       | 2007       | Pomona College                                                                | Claremont            | États-Unis  | | Pomona College                                |
| Within Without                      | 2010       | Australian Garden, Galerie nationale d'Australie                              | Canberra             | Australie   | Installation lumineuse, stupa en béton et basalte, eau, terre, 8 × 28 × 28 m                                                                                    | Galerie nationale d'Australie                 |
| Skyspace                            | 2011       | John and Mable Ringling Museum of Art                                         | Sarasota             | États-Unis  | 280 m2, ouverture de 2,2 m2, sièges pour 56 personnes | John and Mable Ringling Museum of Art         |
| The Way of Color                    | 2011       | Crystal Bridges Museum of American Art                                        | Bentonville          | États-Unis  | | Crystal Bridges Museum of American Art        |
| Twilight Epiphany                   | 2012       | Université Rice                                                               | Houston              | États-Unis  | Pyramide, le toit formant un carré de 22 m de côté comportant une ouverture de 4,2 m de côté. Des diodes sont synchronisées avec le lever et coucher du soleil. |                                               |
| Air Apparent                        | 2012       | Université d'État de l'Arizona                                                | Phoenix              | États-Unis  | |                                               |
| Skyspace                            | 2013       | Kayne Griffin Corcoran                                                        | Los Angeles          | États-Unis  | | James Corcoran, William Griffin, Maggie Kayne |